# لينكس الخادم الافتراضي الخاص
لينكس الخادم الافتراضي الخاص Linux Virtual Server (LVS) هو برنامج موازنة تحميل لأنظمة التشغيل المستندة إلى kernel Linux.
LVS هو مشروع حر ومفتوح المصدر بدأه Wensong Zhang في مايو 1998، ويخضع لمتطلبات رخصة جنو العمومية (GPL)، الإصدار 2. مهمة المشروع هي بناء خادم عالي الأداء ومتاح للغاية لنظام التشغيل لينكس باستخدام تقنية المجموعات، والتي توفر قابلية تطوير جيدة وموثوقية وإمكانية الخدمة.

## ملخص
يتمثل العمل الرئيسي لمشروع LVS الآن في تطوير برمجيات متقدمة لموازنة حمل IP (IPVS)، وبرامج موازنة الحمل على مستوى التطبيق (KTCPVS)، ومكونات إدارة الكتلة.

## وصلات خارجية
- الموقع الرسمي